# Eric Thames
Eric A. Thames (né le 10 novembre 1986 à Santa Clara, Californie, États-Unis) est un joueur de premier but ayant évolué dans la Ligue majeure de baseball de 2011 à 2020.

## Carrière

### Blue Jays de Toronto
Joueur à l'Université Pepperdine à Malibu en Californie, Eric Thames est repêché au 39e tour de sélection par les Yankees de New York en 2007. Il ne signe pas avec l'équipe et choisit de poursuivre ses études. L'année suivante, il se joint aux Blue Jays de Toronto, qui le réclament au septième tour en 2008.
Thames fait son entrée dans le baseball majeur le 18 mai 2011 alors que les Blue Jays en font leur frappeur désigné dans un match face aux Rays de Tampa Bay. Thames obtient son premier coup sûr dans la ligue face au lanceur Jeremy Hellickson, ce qui lui permet d'inscrire son premier point produit. Il réussit son premier coup de circuit le 29 juin suivant contre Paul Maholm des Pirates de Pittsburgh. Thames complète sa saison recrue avec 12 circuits, 37 points produits et une moyenne au bâton de ,262 en 95 parties jouées.
Thames dispute 46 matchs pour les Jays en 2012 et alterne entre Toronto et le club-école de Las Vegas. Il frappe 3 circuits et produit 11 points avec le grand club.

### Mariners de Seattle
Le 31 juillet 2012, les Blue Jays échangent Thames aux Mariners de Seattle en retour du lanceur droitier Steve Delabar.

### Brewers de Milwaukee
En 2017, après trois saisons en Corée du Sud, Eric Thames revient dans les majeures comme joueur de premier but des Brewers de Milwaukee.